# Lintig
Lintig ist eine Ortschaft in der Stadt Geestland im niedersächsischen Landkreis Cuxhaven.

## Geografie

### Lage
Lintig befindet sich im Elbe-Weser-Dreieck südöstlich des Bederkesaer Sees.

### Ortsgliederung
- Großenhain
- Lintig (Hauptort)
- Meckelstedt

### Nachbarorte
| Bad Bederkesa                             | Bad Bederkesa – Ortsteil Ankelohe           | Gemeinde Stinstedt – Ortsteil Neubachenbruch (Samtgemeinde Börde Lamstedt)                                                                       |
| Kührstedt                                 | Kompassrose, die auf Nachbargemeinden zeigt | Gemeinde Stinstedt – Ortsteil Moorausmoor (Samtgemeinde Börde Lamstedt) Gemeinde Armstorf – Ortsteil Langenmoor (Samtgemeinde Börde Lamstedt)    |
| Ringstedt Ringstedt – Ortsteil Hainmühlen | Köhlen                                      | Gemeinde Armstorf – Ortsteil Dornsode (Samtgemeinde Börde Lamstedt) Gemeinde Ebersdorf (Samtgemeinde Geestequelle – Landkreis Rotenburg (Wümme)) |

(Quelle:)

## Geschichte

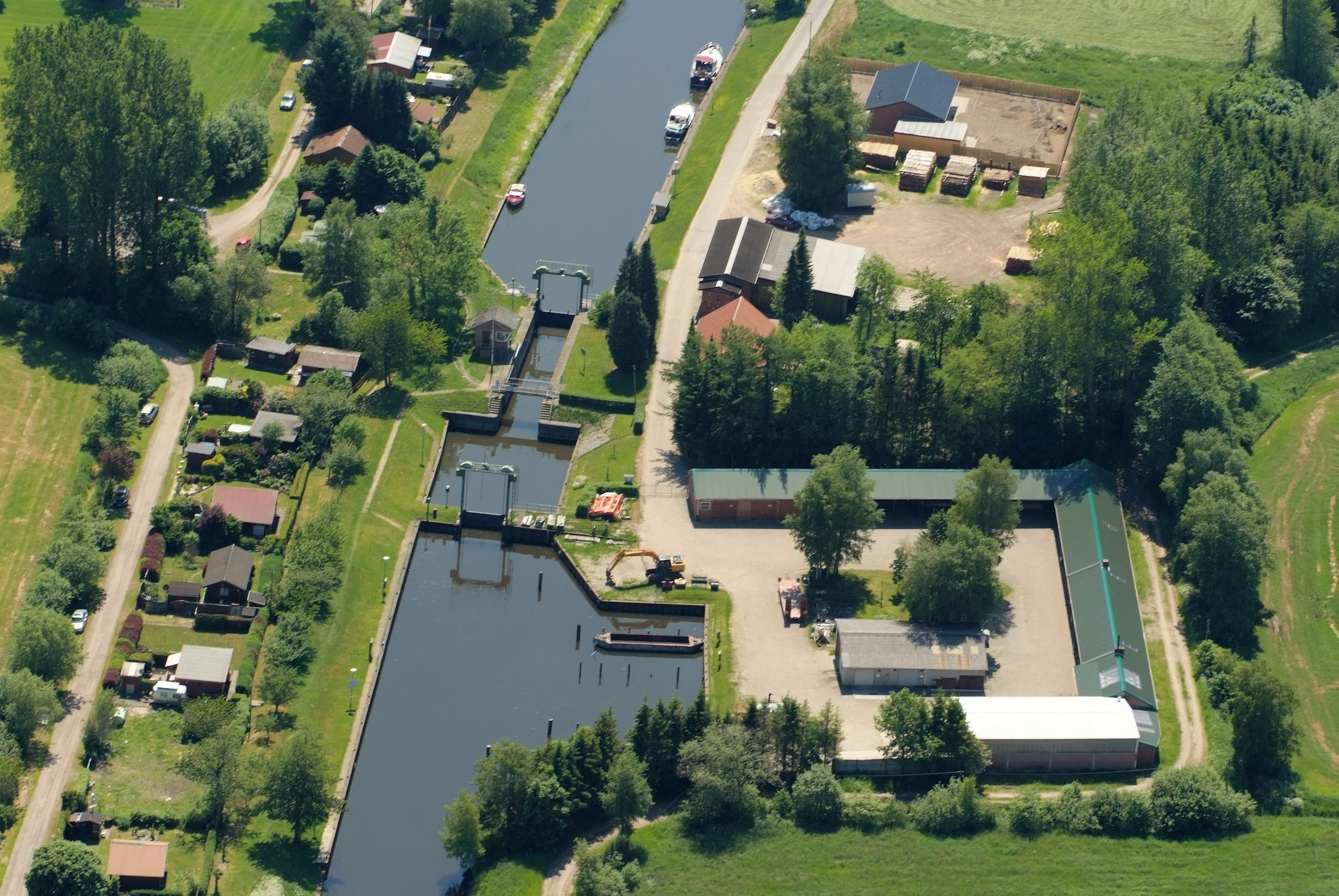
Schleuse Lintig

### Eingemeindungen
Im Zuge der Gebietsreform in Niedersachsen, die am 1. März 1974 stattfand, wurden die ehemals selbständigen Gemeinden Großenhain und Meckelstedt in die Gemeinde Lintig eingegliedert.
Zum 1. Januar 2015 bildete Lintig mit den übrigen Gemeinden der Samtgemeinde Bederkesa und der Stadt Langen die neue Stadt Geestland.

### Einwohnerentwicklung
| Jahr | Einwohner | Quelle      |
| ---- | --------- | ----------- |
| 1910 | 503       | [ 6 ]       |
| 1925 | 555       | [ 7 ]       |
| 1933 | 545       | [ 7 ]       |
| 1939 | 515       | [ 7 ]       |
| 1950 | 867       | [ 8 ]       |
| 1956 | 697       | [ 8 ]       |
| 1961 | 0642 ¹    | [ 9 ] [ 4 ] |
| 1970 | 0603 ²    | [ 9 ] [ 4 ] |
| 1973 | 611       | [ 10 ]      |
| 1975 | 1222 ³    | [ 11 ]      |

| Jahr | Einwohner | Quelle |
| ---- | --------- | ------ |
| 1980 | 1183 ³    | [ 12 ] |
| 1985 | 1225 ³    | [ 12 ] |
| 1990 | 1278 ³    | [ 12 ] |
| 1995 | 1350 ³    | [ 12 ] |
| 2000 | 1375 ³    | [ 12 ] |
| 2005 | 1373 ³    | [ 12 ] |
| 2010 | 1262 ³    | [ 12 ] |
| 2014 | 1212 ³    | [ 1 ]  |
| 2017 | 12250     | [ 2 ]  |
| 0    | 0         | 0      |

¹ Volkszählungsergebnis vom 6. Juni

² Volkszählungsergebnis vom 27. Mai

³ jeweils zum 31. Dezember

|  |

## Politik

### Ortsrat
Der Ortsrat von Lintig setzt sich aus sieben Ratsmitgliedern folgender Parteien zusammen:
- CDU: 5 Sitze
- Einzelvorschlag: 1 Sitz
- Grüne: 1 Sitz

(Stand: Kommunalwahl 12. September 2021)

### Ortsbürgermeister
Der Ortsbürgermeister von Lintig ist Heinz-Wilhelm Boldt (CDU). Seine Stellvertreterin ist Antje Haack (CDU).

### Wappen

#### Ortswappen
Der Entwurf des Kommunalwappens von Lintig stammt von dem Heraldiker und Wappenmaler Albert de Badrihaye, der zahlreiche Wappen im Landkreis Cuxhaven erschaffen hat.
| Wappen von Lintig | Blasonierung: „Gespalten, vorn in Rot ein silberner Kranichflügel, hinten in Silber ein aufgerichteter, mit dem Bart nach rechts gekehrter roter Schlüssel.“ |
| Wappen von Lintig | Wappenbegründung: Der Kranichflügel ist ein Teil des Wappens des Adelsgeschlechts „von der Lieth“, das im 15. Jahrhundert in „Lyntge“ besitzlich war. Der Schlüssel ist dem Wappen der Stadt Bremen entlehnt, die bis 1654 die Grundherrschaft in Lintig besaß, doch sind Farbe und Stellung des Schlüssels verändert. |

#### Wappen der Ortsteile

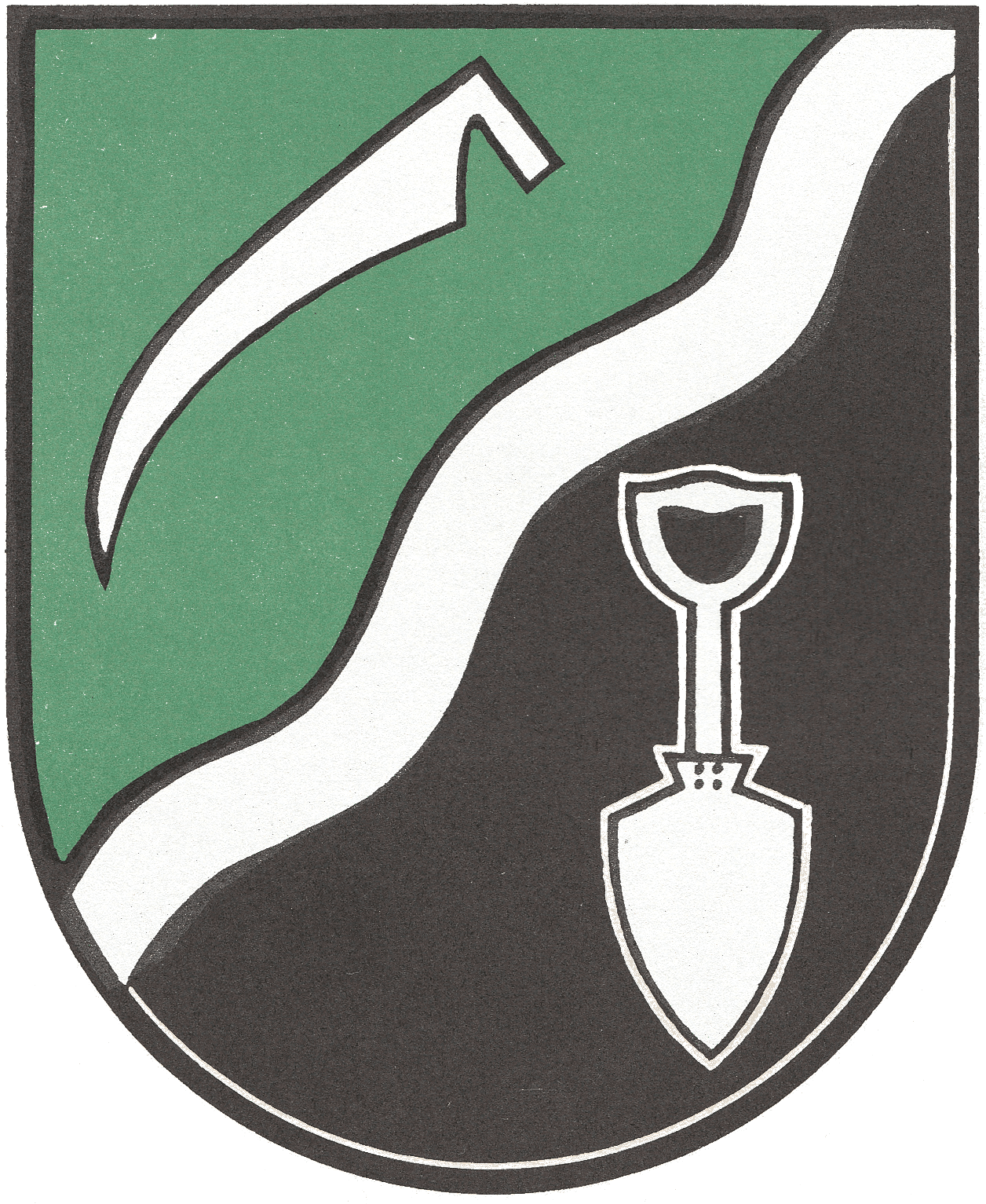
Großenhain (Details)
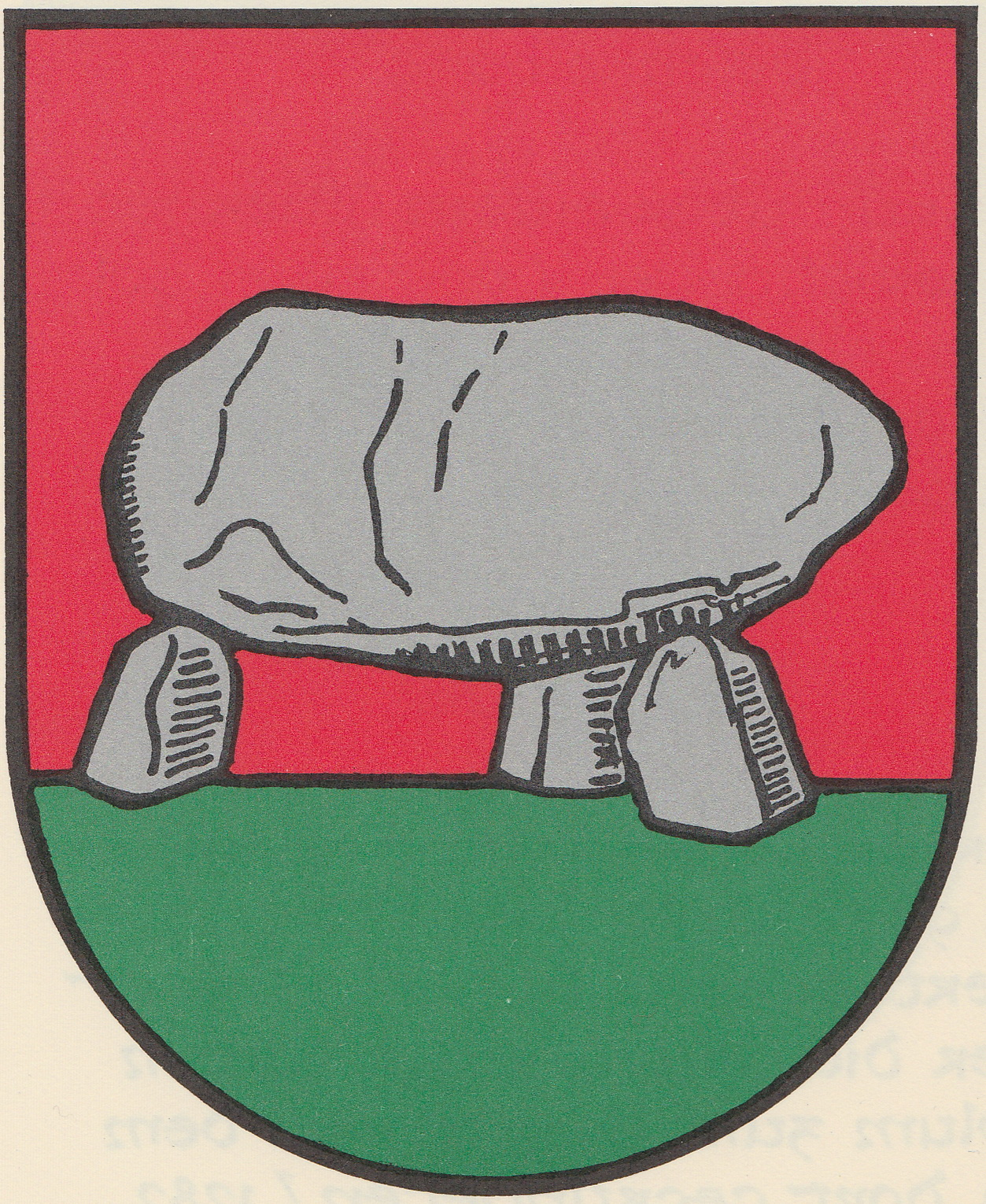
Meckelstedt (Details)

## Kultur und Sehenswürdigkeiten
Bauwerke

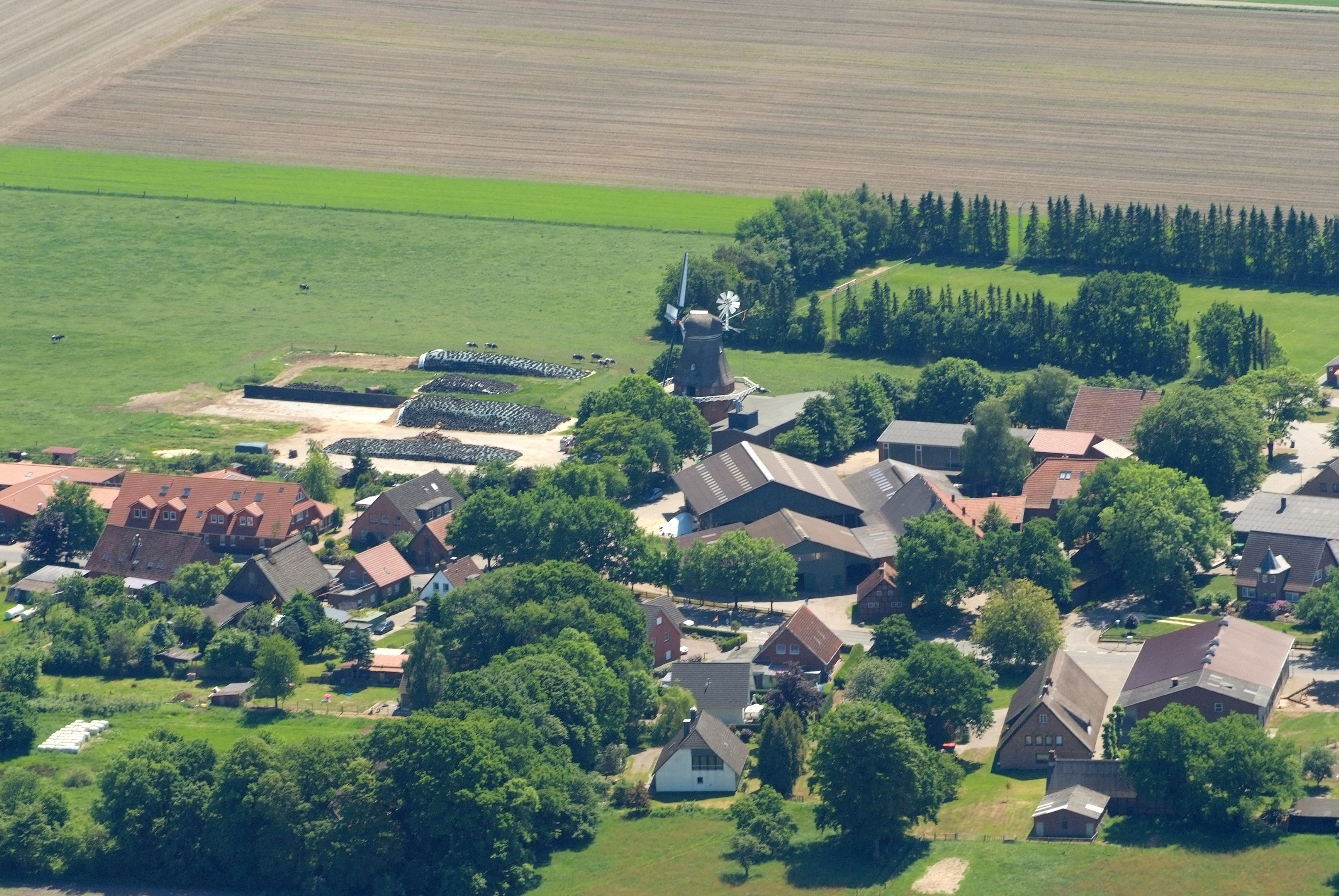
Luftbild mit Holländermühle

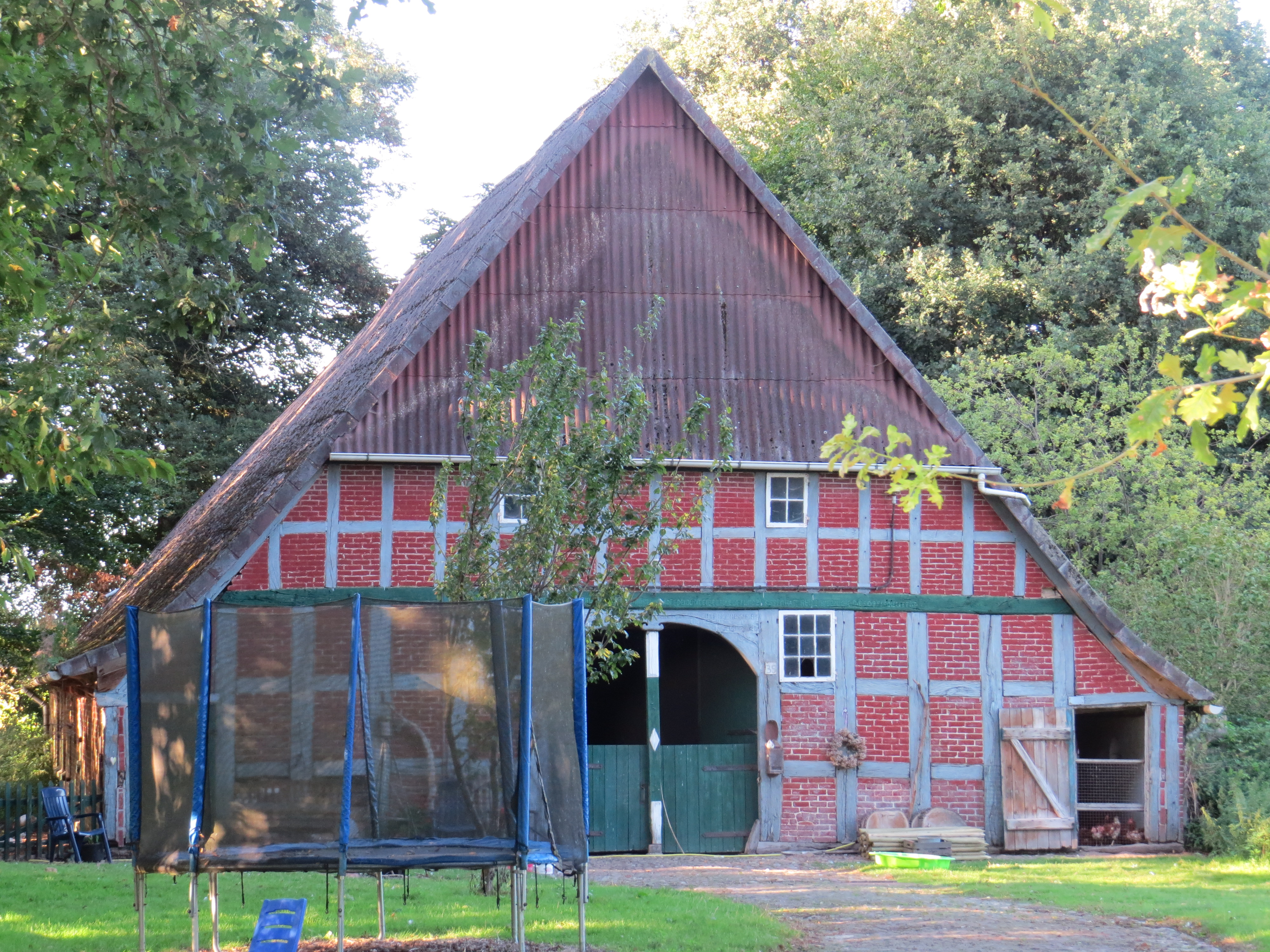
Bauernhaus Lintig

- Windmühle Lintig als Galerie-Holländerwindmühle von 1872, Wiederaufbau 1984, heute auch Verkaufsfläche
- Die Steinkiste von Meckelstedt ist eine bronzezeitliche Steinkiste im Dorf
- Das denkmalgeschützte Bauernhaus Lintig von 1806

## Persönlichkeiten
Personen, die mit dem Ort in Verbindung stehen
- Jupp Hussels (1901–1986), Schauspieler, Rundfunksprecher und Unterhalter, starb im eingemeindeten Großenhain
- Martin Brinkmann (* 1976), Autor, Kritiker und Herausgeber, gründete im eingemeindeten Meckelstedt den „Bunte Raben Verlag“

## Sagen und Legenden
- Der Elendstein von Großenhain[15]